# 730. pr. Kr.
◄ | 9. stoljeće pr. Kr. | 8. stoljeće pr. Kr. | 7. stoljeće pr. Kr. | ►
◄ | 760-ih pr. Kr. | 750-ih pr. Kr. | 740-ih pr. Kr. | 730-ih pr. Kr. | 720-ih pr. Kr. | 710-ih pr. Kr. | 700-ih pr. Kr. | ►
◄◄ | ◄ | 733. pr. Kr. | 732. pr. Kr. | 731. pr. Kr. | 730 pr. Kr. | 729. pr. Kr. | 728. pr. Kr. | 727. pr. Kr. | ► | ►►
Astronomija

## Događaji
- Ujedinjenjem kraljevstava Tanis iz XXIII. dinastije i Bubastis iz XXII. dinastije, osniva se XXIV. dinastija čiji je prvi faraon Tefnakht iz Saisa.